# Baptiste Beaulieu
Pour les articles homonymes, voir Beaulieu.
Baptiste Beaulieu, né en 1985 à Toulouse, est un médecin généraliste et romancier français.

## Biographie

### Vie privée
Baptiste Beaulieu naît en 1985 à Toulouse,. Ses parents sont originaires de Noisy et sont d'anciens cheminots, qui travaillent par la suite comme conseiller financier pour son père et cadre à la sécurité sociale pour sa mère. Il a deux sœurs, dont l'une, Ana, a été adoptée quand Baptiste Beaulieu avait 4 ans, et est confrontée au racisme pendant sa scolarité.
Indiquant avoir « toujours su qu'il aimait les garçons », ses premières relations amoureuses sont avec des femmes et il ne parle de son homosexualité à ses parents qu'après avoir vécu une crise de sens à la suite d'une intervention à l'âge de 24 ans. Par la suite, il devient militant pour les droits LGBT.
Il a un fils, né en 2023,.

### Carrière médicale et littéraire
Baptiste Beaulieu se fait connaître par son blog, Alors voilà, dont il tire la matière de son premier recueil portant le même titre, vendu à 60 000 exemplaires et traduit dans quatorze langues et où il raconte son quotidien d'interne, puis de médecin, ainsi que plus généralement les relations soignants-soignés. Il s'installe comme médecin généraliste à Toulouse en juin 2016. Son cabinet est spécialisé en addictologie et travaille avec deux foyers sociaux qui viennent en aide aux femmes victimes de violences conjugales. Il tient « à ces deux activités, dont chacune nourrit l’autre », ayant choisi, dès l'adolescence, le métier de médecin.
Il reçoit le Prix Méditerranée des lycéens en 2016 pour son second roman, Alors vous ne serez plus jamais triste.
En 2017, il publie, avec Dominique Mermoux aux dessins, une adaptation en bande dessinée de son premier ouvrage, sous le nom de Les Mille et une vies des urgences. « De ce récit à la fois autobiographique et multibiographique, qui nous laisse entrevoir un échantillon d’humanité livré à ses peurs et ses douleurs les plus profondes, Baptiste Beaulieu ne tire pas seulement une ribambelle d’anecdotes destinées à distraire ou émouvoir le lecteur. Il accomplit un geste politique au sens le plus large du terme, donnant à voir, à travers ce microcosme que constitue l’hôpital, une image de notre société, de ses inquiétudes et de ses travers ».
À partir de septembre 2018, il tient une chronique chaque lundi dans l'émission Grand bien vous fasse sur France Inter. Il réalisera sa dernière chronique en juin 2024. La même année sort son livre Toutes les histoires d’amour du monde. Il s'agit d'un roman familial racontant l'histoire d'un fils retrouvant après son décès des lettres rédigées par son père, dans lesquelles il découvre sa sensibilité alors que celui-ci avait toujours été froid et distant avec lui. Son propre fils décide de partir à la recherche de la femme, inconnue de tous, à qui son grand-père a adressé toutes ces lettres. Le roman sera adapté en BD en 2021. 
En 2019, Arthur Jugnot adapte et met en scène son premier roman Alors voilà au théâtre : le one-man-show Les 1001 vies des urgences est présenté au festival Off d'Avignon par Axel Auriant dans le rôle principal en juillet 2019.
En 2021, il publie La joie et le reste, un recueil poétique de mots et de pensées sur ses propres questionnements,. La même année parait son cinquième roman, une histoire d'amour intitulée Celle qu’il attendait,.
En 2022 sort son premier album jeunesse, Les gens sont beaux. Le livre raconte l’histoire d’un petit garçon et de son grand-père, un ancien médecin qui veut lui montrer que les gens sont beaux et que les imperfections du corps ne sont pas vraiment des défauts,. Il reçoit le prix Landerneau,.
En 2023, il publie Où vont les larmes quand elles sèchent, un roman qui raconte son histoire et celle de ses patients, à travers le quotidien de Jean, généraliste dans une ville du Sud-ouest. Ce dernier voit de nombreux patients pleurer, qu'il doit consoler, mais lui-même ne parvient plus à faire couler ses propres larmes,. La même année, il publie son deuxième album jeunesse illustré par Quin Leng, On a deux yeux pour voir. L'album raconte l'histoire d'un enfant qui se réveille un jour avec deux yeux différents : l'un en forme de croissant de lune qui lui montre le positif et l'autre en forme d’étoile qui lui dévoile le négatif. L'enfant va alors devoir apprendre à vivre avec ces deux yeux, pour ne pas voir tout blanc ou tout noir.
En 2024 sort Tous les silences ne font pas le même bruit, un roman dans lequel il raconte, depuis l'enfance, son homosexualité et l'homophobie dont il a souffert,. La même année, il publie son troisième album jeunesse, Je suis moi et personne d'autre, une nouvelle fois illustré par Quin Leng. Le livre raconte l'histoire de Francisco, un petit garçon qui n'aime pas le foot et préfère la corde à sauter mais qui, pour tenter de ressembler aux autres et être apprécié, se force à dire « oui » à tout et s'oublie peu à peu.  

### Prises de position sociales et politiques
Ayant originellement fondé son blog dans l'objectif de « réconcilier soignants et soignés », en racontant les histoires vécues à l'hôpital et au cabinet afin de réhumaniser les rapports entre soignants et soignés. Baptiste Beaulieu milite activement contre « le racisme, le sexisme et l’homophobie dans le milieu médical », en partie sous l'angle de la perte de confiance entre soignés, mais peut également prendre la parole sur d'autres sujets tels que le body-shaming ou encore le cyber-harcèlement dont il voit les conséquences médicales, au cabinet comme dans la recherche. Il prend régulièrement position sur la dégradation des conditions de soin en France.
Il est signataire de la tribune publiée dans l'édition du 19 janvier 2024 du quotidien Libération qui s'oppose au parrainage de l'édition 2024 du Printemps des poètes par l'écrivain Sylvain Tesson.
En décembre 2024, son compte Instagram compte 420 000 abonnés. Il y partage ses réflexions sur son travail de médecin, la politique, la parentalité, la cause des femmes ou encore l'homophobie,,,. 

## Œuvres

### Romans
- Alors voilà : les 1001 vies des urgences, Paris, Éditions Fayard, 2013, 320 p. (ISBN 978-2-213-67787-3)
- Alors vous ne serez plus jamais triste, Paris, Éditions Fayard, 2015, 271 p. (ISBN 978-2-213-68071-2)
- La Ballade de l'enfant gris, Paris, Éditions Mazarine, 2016, 413 p. (ISBN 978-2-86374-444-4)
- Toutes les histoires d'amour du monde, Paris, Éditions Mazarine, 2018, 477 p. (ISBN 978-2-86374-447-5)
- Celle qu’il attendait, Paris, Éditions Fayard, 2021, 331 p. (ISBN 978-2-21372-024-1)
- Où vont les larmes quand elles sèchent, Paris, Éditions de l’Iconoclaste, 2023, 271 p. (ISBN 978-2-37880-382-7)
- Tous les silences ne font pas le même bruit, Paris, Éditions de l’Iconoclaste, 2024, 376 p. (ISBN 978-2-37880-460-2)

### Nouvelles
- La Mort est une garce, Le Livre de poche, 2015, 16 p. (ISBN 978-2-253-19195-7 et 2-253-19195-7, lire en ligne)
- Baptiste Beaulieu, Agnès Ledig et Martin Winckler, Je te donne : 3 histoires d'amour, J'ai lu, 2016, 75 p. (ISBN 978-2-290-13575-4 et 2-290-13575-5, présentation en ligne)
- Exils / Baptiste Beaulieu, Capitaine Alexandre, Gavin's Clemente-Ruiz, Flavie Flament, Lorraine Fouchet, Mahir Guven, Rohân Houssein, M.A.G.I.C., Laure Manel, Alice Polette, Tatiana de Rosnay, Julien Sandrel, Sophie Tal Men, Aurélie Valognes, Librairie générale française, 2019  (ISBN 978-2-253-24082-2)

### Essais
- Tous les silences ne font pas le même bruit, L’Iconoclaste, 2024[4]
- Histoires de coming out, co-écrit avec Sophie Nanteuil, Albin Michel, 2021.

### Poésie
- N'aie pas peur. Jamais., Invenit, 2020 (ISBN 2376800455)
- La joie et le reste, illustré par Joséphin Bastière, L'Iconoclaste, 2021  (ISBN 978-2-37880-252-3)

### Bandes dessinées
- illustré, colorisé et co-scénarisé par Dominique Mermoux, Les Mille et une vies des urgences, Paris, Rue de Sèvres, 13 septembre 2017, 208 p. (ISBN 978-2-36981-135-0)
- Entre les lignes de Dominique Mermoux, d'après le roman Toutes les histoires d'amour du monde, Rue de Sèvres, 12 mai 2021, 168 p.  (ISBN 9782810202508)[34],[35]
- Les gens sont beaux, illustrations Qin Leng, les Arènes, 2022  (ISBN 979-10-375-0711-2)
- On a deux yeux pour voir, illustrations Qin Leng, les Arènes, 2023  (ISBN 979-10-375-0969-7)
- Je suis moi et personne d'autre, illustrations Qin Leng, les Arènes, 2024  (ISBN 979-10-375-1223-9)

### Articles
- Médecin généraliste, je souffre du syndrome de l'imposteur : opinion, La Libre.be, 6 avril 2018 [lire en ligne]
- Je suis gay, aujourd'hui, j'assume, mais voici ce que j'aurais voulu lire quand j'avais 11 ans, HuffPost, 30 avril 2018 [lire en ligne]

### Chroniques et podcasts
- Alors voilà, au sein de l'émission Grand bien vous fasse sur France Inter; en alternance avec le Dr Adrian Chaboche Écouter en ligne